# Camillo Bregant
Camillo Bregant (* 24. julij 1879, Trst, Primorska, † 21. februar 1956, Arnež, Štajerska, Avstrija), poveljnik nekdanjega c.in.kr. štajersko-koroškega-kranjskega dragonskega polka št. 5 in generalmajor v avstrijski vojski prve republike.

## Življenjepis
Po končanem šolanju na pehotni kadetnici v Mariboru je mladi poročnik Camillo Bregant dne 18. avgusta 1899 vstopil v dragonski polk št. 5, katerega polkovni imejitelj je bil ruski car Nikolaj I. Kmalu je postal eden izmed najuspešnejših lastnikov staj z dirkalnimi konji in jahač dirkalnih konjev v celotni monarhiji, ki je sodeloval na vseh pomembnejših jahalnih tekmovanjih tako doma kot v tujini. Na 389 tekmovanjih, katerih se je udeležil, je 164-krat zasedel prvo, 144-krat drugo in 31-krat tretje mesto. Številni uspehi na jahalnih tekmovanjih so mlademu nadporočniku z letno plačo 2.400 kron prinesli tudi številne denarne nagrade v skupni vrednosti okoli 150.000 kron, kar je bilo za tiste čase zelo velik znesek.
- Leta 1914 je sodeloval v bojih v Galiciji (Poljskem), kjer se je udeležil bitke pri Lembergu, obleganja Przemyśla ter nato sodeloval v zimskih bojih v Karpatih in na Ogrskem.
- Leta 1915 se je s svojo enoto udeležil preboja pri Gorlicah in Tarnowu, sodeloval v nadaljnih bojih v vzhodni Galiciji, bil za krajši čas premeščen na Soško fronto (Trst) ter se nato vrnil nazaj na rusko fronto, kjer je sodeloval v bojih ob reki Dnjestru.
- Leta 1916 se je udeležil obrambnih bojev med Brusilovo ofenzivo.
- Leta 1917 je bil njegov polk dodeljen avstro-ogrski 4. konjeniški diviziji, kateri je poveljeval feldmaršallajtnant Otto Josef von Berndt (1865-1957), nekdanji poveljnik dragonskega polka št. 5.
- Leta 1918 je bila v Brest-Litovsku sklenjena mirovna pogodba s Sovjetsko Rusijo. Enote dragonskega polka št. 5 so se umaknile nazaj na državno mejo, po zlomu monarhije pa se je polk vrnil v Maribor, kjer je vse do leta 1920 ostal v tamkajnšnji konjeniški vojašnici.
- Leta 1920 je bil dragonski polk št. 5 uradno razpuščen, nakar so njegovi ostanki zapustili mesto in odšli v Gradec (Avstrija), kjer so v veliki konjeniški vojašnici v Leonhardu ustanovili 5. (konjeniški) eskadron avstrijske vojske prve republike.

Povišan v majorja dne 1. novembra 1918 je po skoraj dvaindvajsetih letih službovanja v avstro-ogrski armadi vstopil v avstrijsko vojsko prve republike. Leta 1922 je prevzel poveljstvo 5. dragonskega polka, ki pa je zaradi omejenih finančnih sredstev deloval v moči okrepljenega eskadrona, nakar je leta 1929 postal inšpektor konjenice avstrijske vojske prve republike in poveljnik konjeniške vojašnice v Gradcu. Leta 1932 je bil povišan v čin generalmajorja, vendar je zaradi politične nezanesljivosti (zagrizen monarhist) že leta 1934 bil primoran odditi v začasen pokoj. Med drugo svetovno vojno se je nahajal na seznamu nemškega častniškega zbora kot generalmajor na razpolago (t.i. Generalmajor zur Verfügung).
Po dokončni upokojitvi iz vojaške službe po koncu druge svetovne vojne je generalmajor Bregant postal lastnik vinogradniškega posestva, predsednik društva Campagnereiter-Gesellschaft na avstrijskem Štajerskem   in mentor polkovniku Petru Lichtnerju-Hoyerju, ki je pozneje postal zelo uspešen vojaški jahač in tekmovalec v vojaškem peteroboju.
Od leta 1928 do leta 1956 je z družino živel na ulici Leechgasse v Gradcu, potem pa se je preselil na naslov Schumanngasse 27 v okrožju St. Leonhard, tik poleg velike konjeniške vojašnice v Gradcu.
Generalmajor Camillo Bregant je umrl dne 21. februarja 1956 med vožnjo z avtobusom pri Arnežu.

## Anekdote
- Decembra 1914 se je ritmojster Bregant osebno podal rekogniscirat bojno polje. Jezdel sem na svojem polnokrvnem žrebcu Viribus Unitis, zmagovalcu 27 tekem. Prevzemal me je neopisljiv dragocen občutek, vedoč, da jezdim na najhitrejšem konju na celotnem bojišču. Bil sem trdno prepričan, da me ne bi mogel ujeti niti celoten eskadron..[7]

- September 1915: Ritmojster Bregant je med izletom v Trst doživel neprijetno dogodivščino. V popolnoma temni noči - Trst je bil zaradi nevarnosti letalskih napadov popolnoma zatemnjen - je padel v globok kanal z visokim zidom, iz katerega se sam ni mogel rešiti. Neka naključno mimoidoča oseba je stekla po pomoč v bližnjo gostilno in šele s pomočjo skupaj zvezanih namiznih prtov jim je uspelo rešiti na smrt utrujenega ritmojstra iz neprijetnega položaja..[8]

## Odlikovanja
Camillo Bregant se je iz prve svetovne vojne vrnil odlikovan z vojaškim zaslužnim križcem II. in III. razreda (1. podelitev je datirana dne 26. januarja 1915) z vojno dekoracijo in meči, srebrno in bronasto vojno medaljo za zasluge ter s Karlovim križcem.  V času avstrijske prve republike je prejel še spominsko medaljo za udeležence prve svetovne vojne 1914-1918 z zlatimi meči in srebrno častno odličje za zasluge Republike Avstrije.